# Hagymádfalva
Hagymádfalva  (románul Spinuș) falu Romániában, a Partiumban, Bihar megyében.

## Fekvése
Margittától délnyugatra, Szalárdtól délkeletre, a Réz-hegység alatt, Nadántelek és Felsőtótfalu között, a Gyepes-patak mellett fekvő település.

## Története
A falu nevét 1523-ban említette először oklevél Halmagfalwa alakban.
1692-ben Hag'mad-Falua, 1808-ban Hagymádfalva néven írták.
A település birtokosa a 19. század elején a báró Huszár család volt, aki itt szép kúriát is épített. A 19. században az 1850-es évek körül gróf Blume Ottón, majd gróf Seilern Ferenc volt itt a nagyobb birtoka.
1851-ben Fényes Elek írta a településről: "...Bihar vármegyében, egy déli hegyoldalban, 18 római katolikus, 27 reformátusk 560 görög katholikus lakossal, anyatemplommal. Határában 1200 hold ...vize a Gyepes, melly gyakran károkat okoz, s két malmot hajt két-két kerékre. Bírják báró Huszár Károly és Lajos, mindkettőnek van itt úrilaka, az elsőnek angolkerte is, de nem lakván itt, el vannak hanyagolva."
1910-ben 886 lakosából 244 magyar, 8 német, 634 román volt. Ebből 110 római katolikus, 604 görögkatolikus, 59 görögkeleti ortodox volt.
A trianoni békeszerződés előtt Bihar vármegye Szalárdi járásához tartozott.
A 2002-es népszámláláskor 446 lakójából 377 fő (84,5%) román, 46 fő (10,3%) cigány etnikumú, 18 fő (4%) magyar, 2 fő (0,4%) szlovák, 3 fő (0,6%) pedig ismeretlen nemzetiségű volt.

## Nevezetességek
- Görögkatolikus temploma 1838-ban épült.